# Ringhalskobra
Die Ringhalskobra ist eine Schlangenart aus der Familie der Giftnattern. Trotz des Namens gehören diese Schlangen nicht zur Gattung der Echten Kobras (Naja), sondern bilden eine eigene Gattung Hemachatus.

## Merkmale
Ringhalskobras sind kräftig gebaute Schlangen, die eine Körperlänge von durchschnittlich einem Meter und maximal etwa 150 Zentimetern erreichen. Der Kopf ist kaum vom Rumpf abgesetzt, breit und flach mit einer deutlich zugespitzten, über den Unterkiefer hinausragenden Schnauze. Das Auge ist groß, mit runder Pupille und wird vom dritten und vierten der insgesamt sieben Oberlippenschilde berührt. Es sind acht bis neun, selten nur sieben Unterlippenschilde vorhanden. Die Körperfärbung ist sehr variabel, die Grundfärbung reicht von grau über braun bis schwärzlich mit weißen, schwarzen oder hellbraunen Flecken, gelegentlich fehlt eine Zeichnung. Jungtiere weisen ein unregelmäßiges Muster aus dunklen und gelbbraunen Bändern auf, das in manchen Populationen erhalten bleibt. Die dunkelgraue, dunkelbraune oder schwarze Bauchseite weist im Halsbereich eine oder zwei auffällige, weiße Querbinden auf. Der Rumpf weist 19 Reihen gekielter Schuppen in der Mitte, 116 bis 150 Ventralschilde, 30 bis 47 Subkaudalschilde und einen ungeteilten Analschild auf. Die gekielten Schuppen unterscheiden sie deutlich von den Speikobras aus der Gattung der Echten Kobras (Naja).

## Systematik
Galt die Gattung lange als monotypisch, führten neue DNA-Bestimmungen (2023) an einer seit 1982 im Natural History Museum of Zimbabwe befindlichen präparierten Schlange zum Nachweis einer zweiten Art.
- Hemachatus haemachatus: Südafrikanische Speikobra
- Hemachatus nyangensis: vermutlich ausgestorben. Die Art hat im Unterschied zu H. haemachatus eine außergewöhnliche Färbung und zeigt rote Haut unter ihren Schuppen. Diese werden sichtbar, wenn sie ihren Hals spreizt. Dabei bildet sich ein Muster aus schwarzen Punkten auf rotem Untergrund.

## Vorkommen
Das Verbreitungsgebiet der Ringhalskobra erstreckt sich von Simbabwe bis zur Kapprovinz Südafrikas. Sie besiedeln Höhenlagen von null bis 3.000 Metern.

## Lebensweise
Ringhalskobras sind tag- und nachtaktiv. Sie halten sich bevorzugt unter Steinen oder in Nagetierbauten auf. Als Beutetiere dienen kleine Säugetiere, Amphibien und Reptilien. Bei Bedrohung fliehen die Tiere oder stellen sich tot, indem sie sich auf den Rücken werfen und die Zunge heraushängen lassen. In die Enge getrieben, verteidigen sie sich durch das Verspritzen von Gift, das aus den relativ kurzen Giftzähnen bis zu drei Meter weit gezielt auf die Augen eines Angreifers gespien wird. Das Gift kann Entzündungen und brennende Schmerzen hervorrufen sowie durch Gewebezerstörung zur Blindheit führen. Bisse sind selten, auf Grund der starken neurotoxischen Wirkung des Gifts aber auch für Menschen lebensgefährlich.
Im Spätsommer oder Herbst werden 15 bis 60 etwa 18 Zentimeter lange lebende Junge geboren.